# Walter Koenig
Walter Koenig, född 14 september 1936 i Chicago, Illinois, är en amerikansk skådespelare, mest känd för sin roll i Star Trek som Pavel Chekov. Andra roller innefattar den telepatiske Alfred Bester i Babylon 5 och en roll i sci-fi-thrillern Moontrap. Han har även författat ett par böcker.

## Filmografi (urval)
| År   | Titel                                  | Roll             | Medium | Info                 |
| ---- | -------------------------------------- | ---------------- | ------ | -------------------- |
| 1966 | Star Trek: The Original Series         | Pavel Chekov     | TV     | TV-serie (1966-1969) |
| 1979 | Star Trek: The Motion Picture          | Pavel Chekov     | Film   |                      |
| 1982 | Star Trek II: The Wrath of Khan        | Pavel Chekov     | Film   |                      |
| 1984 | Star Trek III: The Search for Spock    | Pavel Chekov     | Film   |                      |
| 1986 | Star Trek IV - Resan hem               | Pavel Chekov     | Film   |                      |
| 1989 | Star Trek V: The Final Frontier        | Pavel Chekov     | Film   |                      |
| 1989 | Moontrap                               | Col. Jason Grant | Film   |                      |
| 1991 | Star Trek VI: The Undiscovered Country | Pavel Chekov     | Film   |                      |
| 1994 | Star Trek Generations                  | Pavel Chekov     | Film   |                      |
| 1994 | Babylon 5                              | Alfred Bester    | TV     | TV-serie (1994-1998) |